# Plataforma C1
C1 és una plataforma per a automòbils del segment C desenvolupada per Fiat S.p.A. Va debutar al Fiat Bravo en 1995. El desenvolupament de la plataforma va començar diversos anys abans prenent com a base la plataforma Tipo 2. La seva denominació fa referència al segment de vehicles que la portaran. Sobre l'experiència de la C1, es va desenvolupar posteriorment una plataforma completament nova anomenada plataforma C2 usada per primera vegada el 2001 al Fiat Stilo, anomenat "C1 Sandwich", caracteritzat per una estructura de pis més ampla i més similar a una estructura en forma de caixa. Reprenia substancialment les suspensions reforçades del Brava.
Per a la seguretat activa dels tres passatgers davanters del Multipla, en cas d'un fort impacte frontal, el motor no es podia desplaçar cap a l'habitacle, sinó que lliscava per sota.
Els motors podien ser de benzina, dièsel o de doble combustible, amb cilindradas de fins a motors de cinc cilindres en línia. 
L'Alfa Romeo 156 i el Lancia Lybra van utilitzar una versió desenvolupada de la plataforma C1, denominada "Tipus Dos rev. 3" o "Type Two rev. 3", amb una distància entre eixos més llarga i una configuració de suspensió diferent: suspensió de doble forquilla en l'eix davanter i  Alfa Romeo; suspensió multibraç posterior BLG ("Bracci Longitudinali Guidati", que significa "Brazos Longitudinals Guiats") per al Lancia. L'Alfa Romeo 147 i l'Alfa Romeo GT es van derivar de la plataforma del 156 i van conservar la configuració de suspensió. Les versions familiars del 156 i del Lybra també estaven disponibles amb suspensió del darrere hidropneumàtica autonivellant Boge-Nivomat. L'Alfa 156, amb els seus models Sportwagon Q4 i Crosswagon Q4, és l'únic cotxe basat en la plataforma C1 amb tracció total.
El xassís del Lancia Lybra es va revisar tant per a la major distància entre eixos com per a l'adopció d'una suspensió posterior diferent (tipus BLG, de "Brazos Longitudinals Guiats") i per a alguns reforços en l'estructura davantera (intervencions que també es van incorporar a la segona sèrie del Marea el 1999), que va passar rev.3.
D'ell també se'n van derivar, amb modificacions més importants, els xassís dels Alfa Romeo 156, 147 i GT, en els quals es van adoptar suspensions de major rendiment: davantera quadrilàtera alta i del darrere de "tribraç" inspirada en les del Lancia Delta HF Integrale, semblant a la de la MacPherson, així com per a una revisió de impactes.

## Fàbriques
Els vehicles amb plataforma C1 s'han acoblat a les plantes de Fiat Cassino, Alfa Romeo Arese, Fiat Pomigliano d'Arc, Fiat Betim i TOFAŞ Bursa. La plataforma C1 en la seva versió Space Frame per al Multipla es va acoblar a la històrica fàbrica de Fiat Mirafiori a Turí.

## Aplicacions
- Fiat Bravo/Brava/Marea de 1995, (reduïda)
- Fiat Marea Weekend de 1996 (estesa)
- Alfa Romeo 156 de 1996 (estesa Type Two rev. 3)
- Fiat Multipla de 1998 (Space Frame)
- Lancia Lybra de 1998 (estesa Type Two rev. 3)
- Alfa Romeo 147 de 2000 (reduïda Type Two rev. 3)
- Alfa Romeo GT de 2003 (normal Type Two rev. 3)

Models representatius:
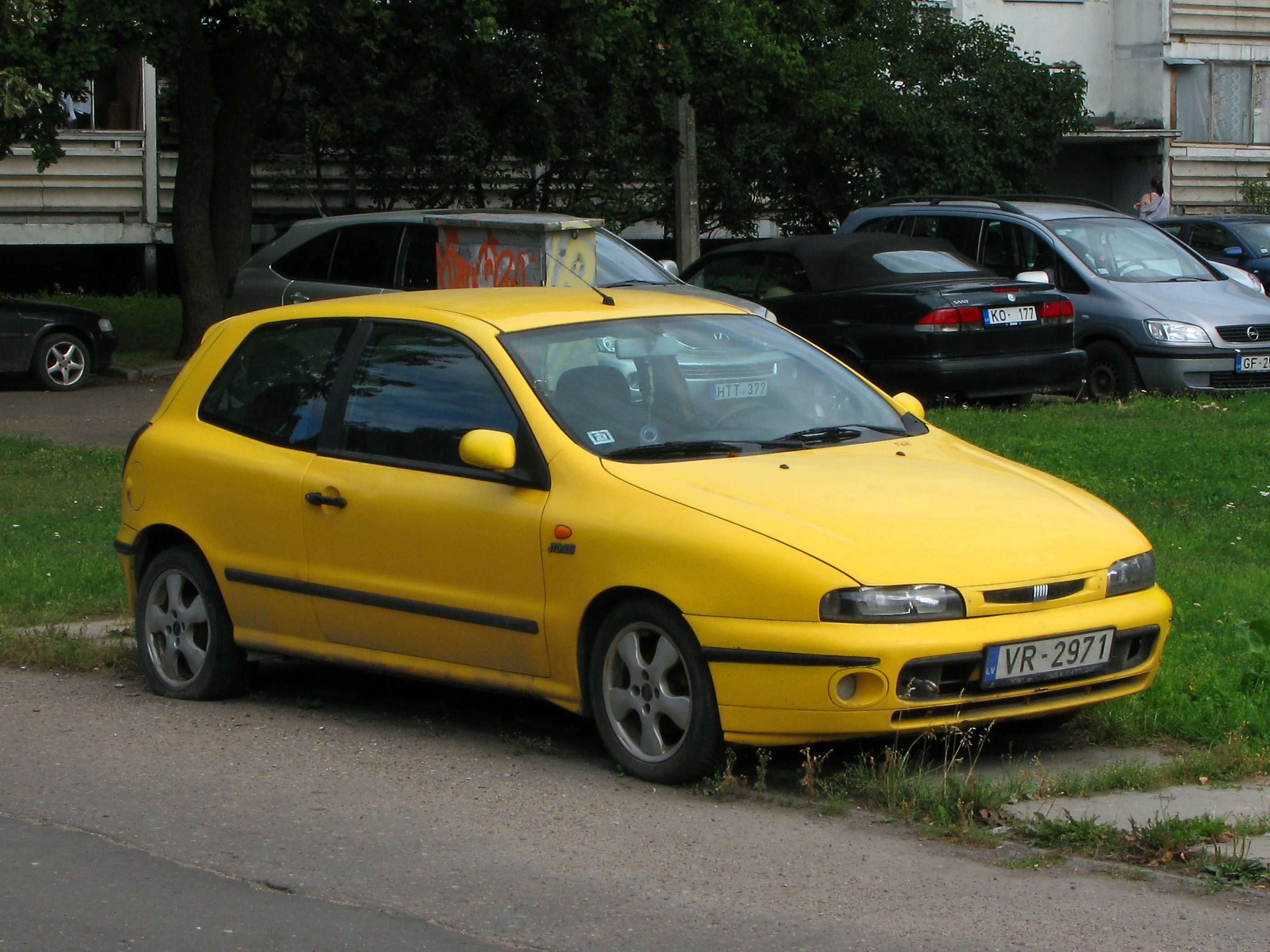
Fiat Bravo (fase 2)
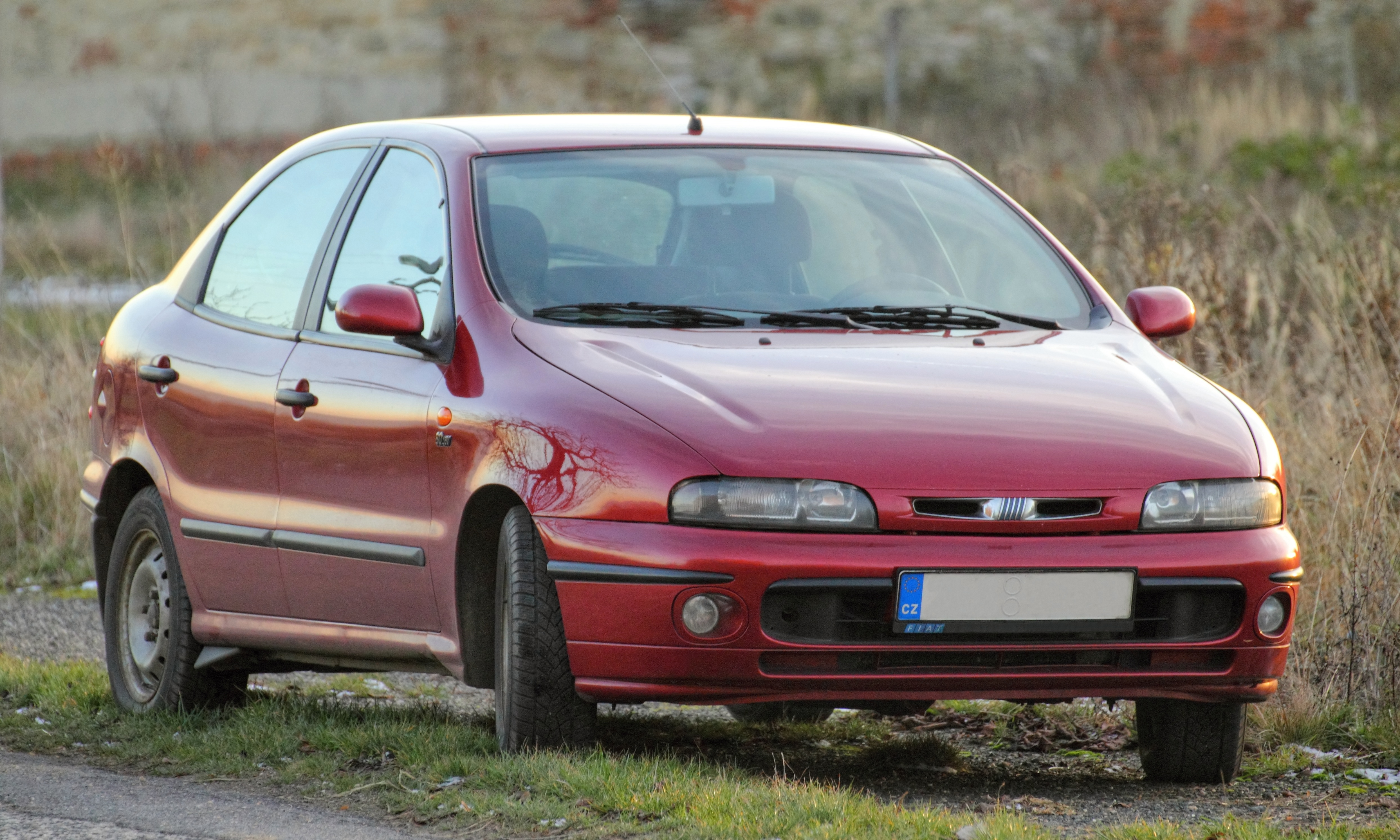
Fiat Brava (fase 2)
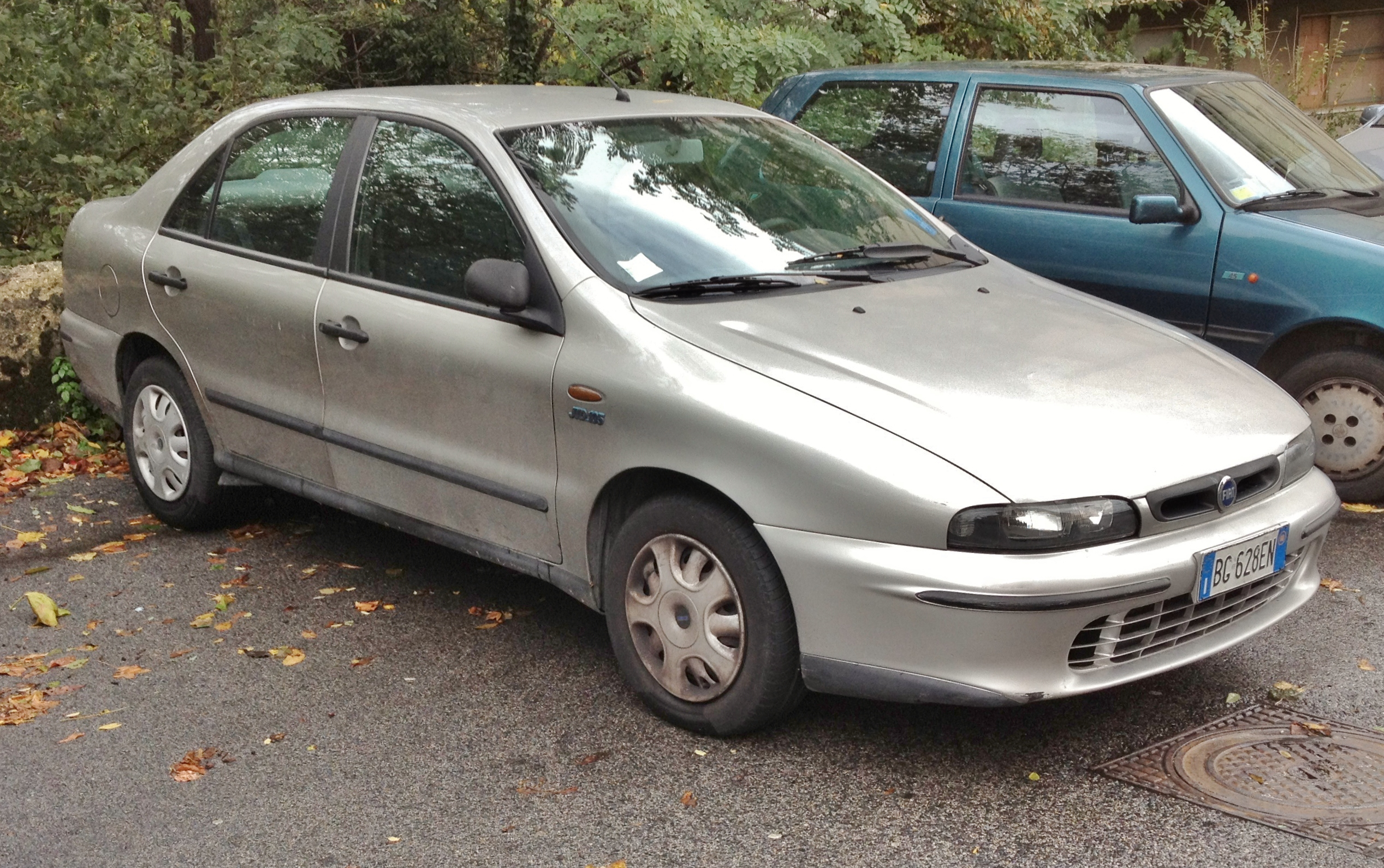
Fiat Marea (fase 2)
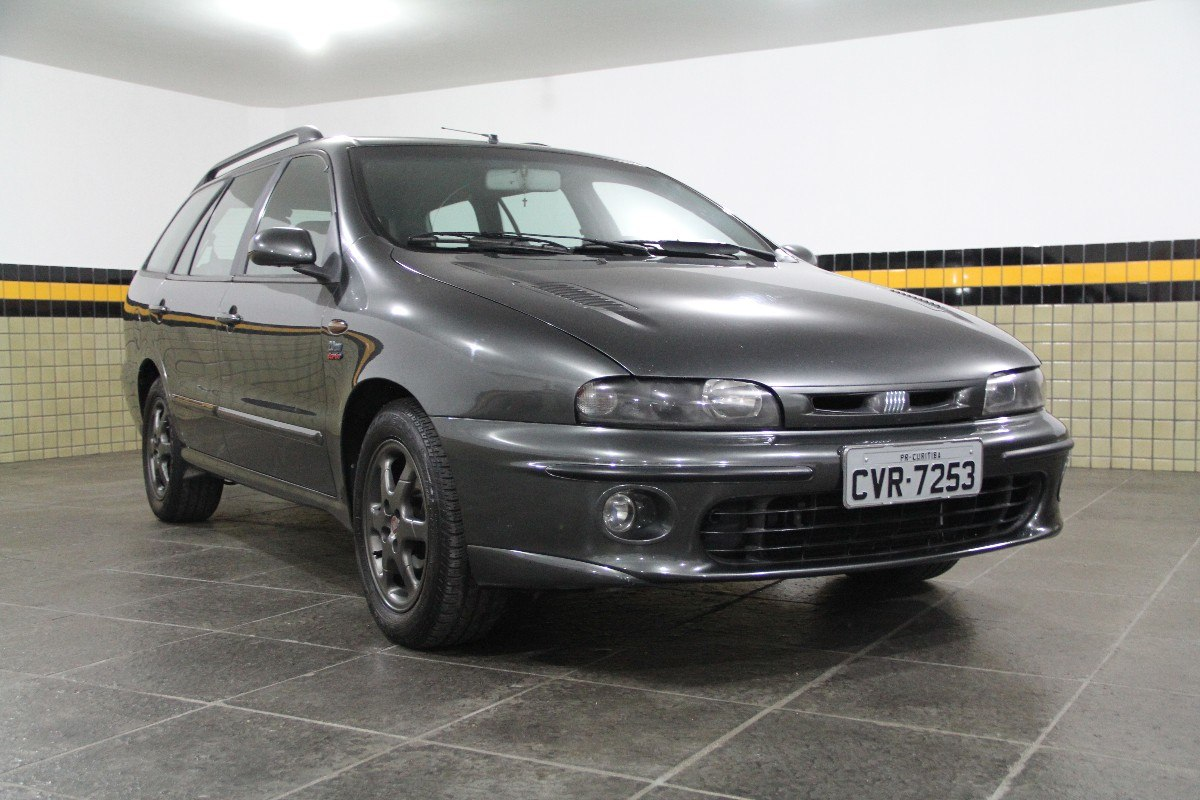
Fiat Marea Weekend/Marengo (fase 2) (Brasil)
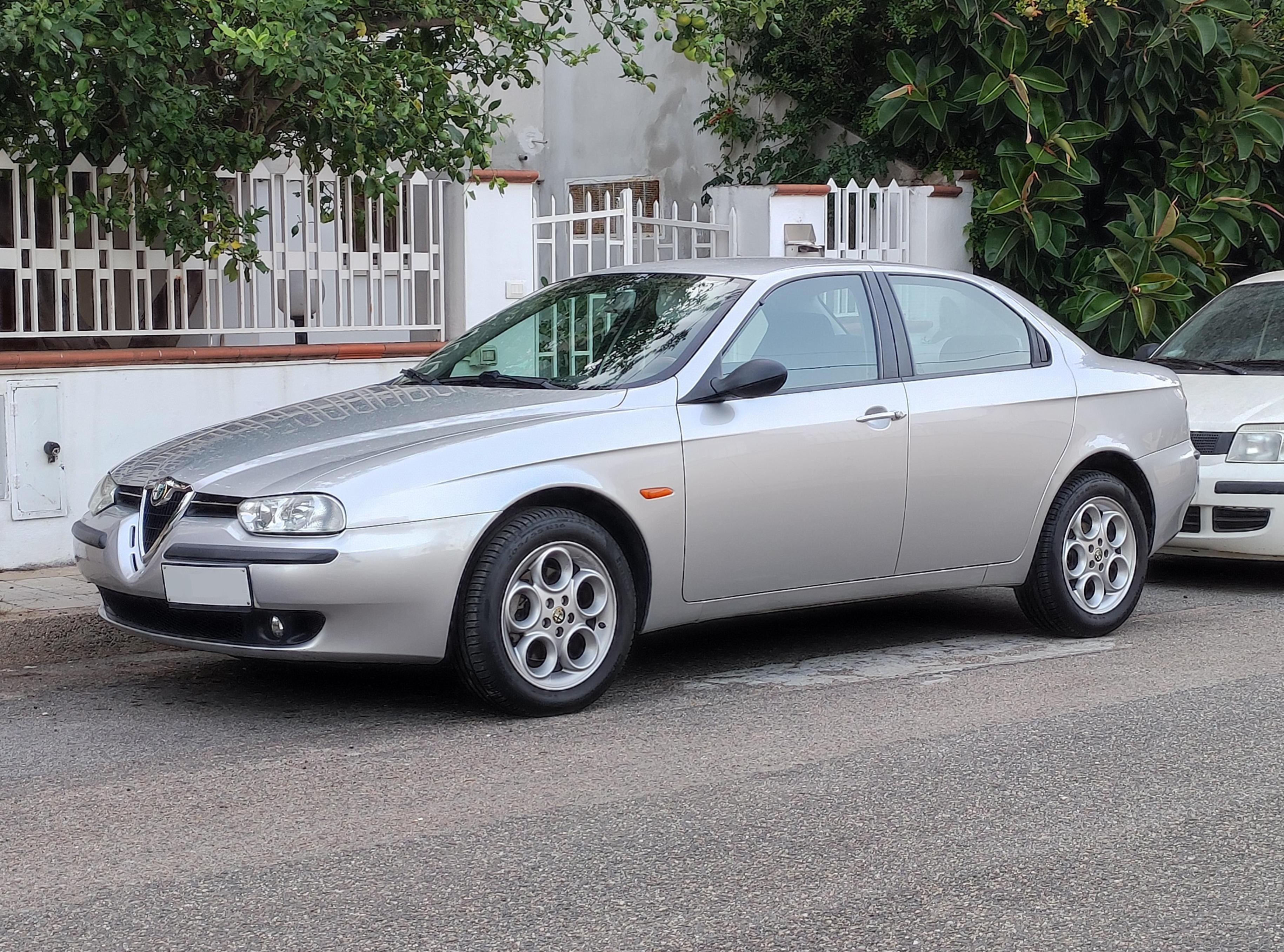
Alfa Romeo 156 sedan
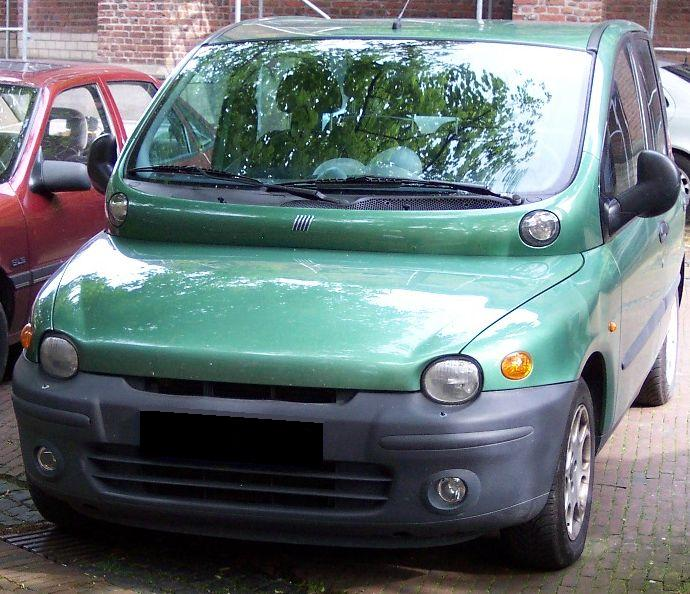
Fiat Multipla (fase 1)
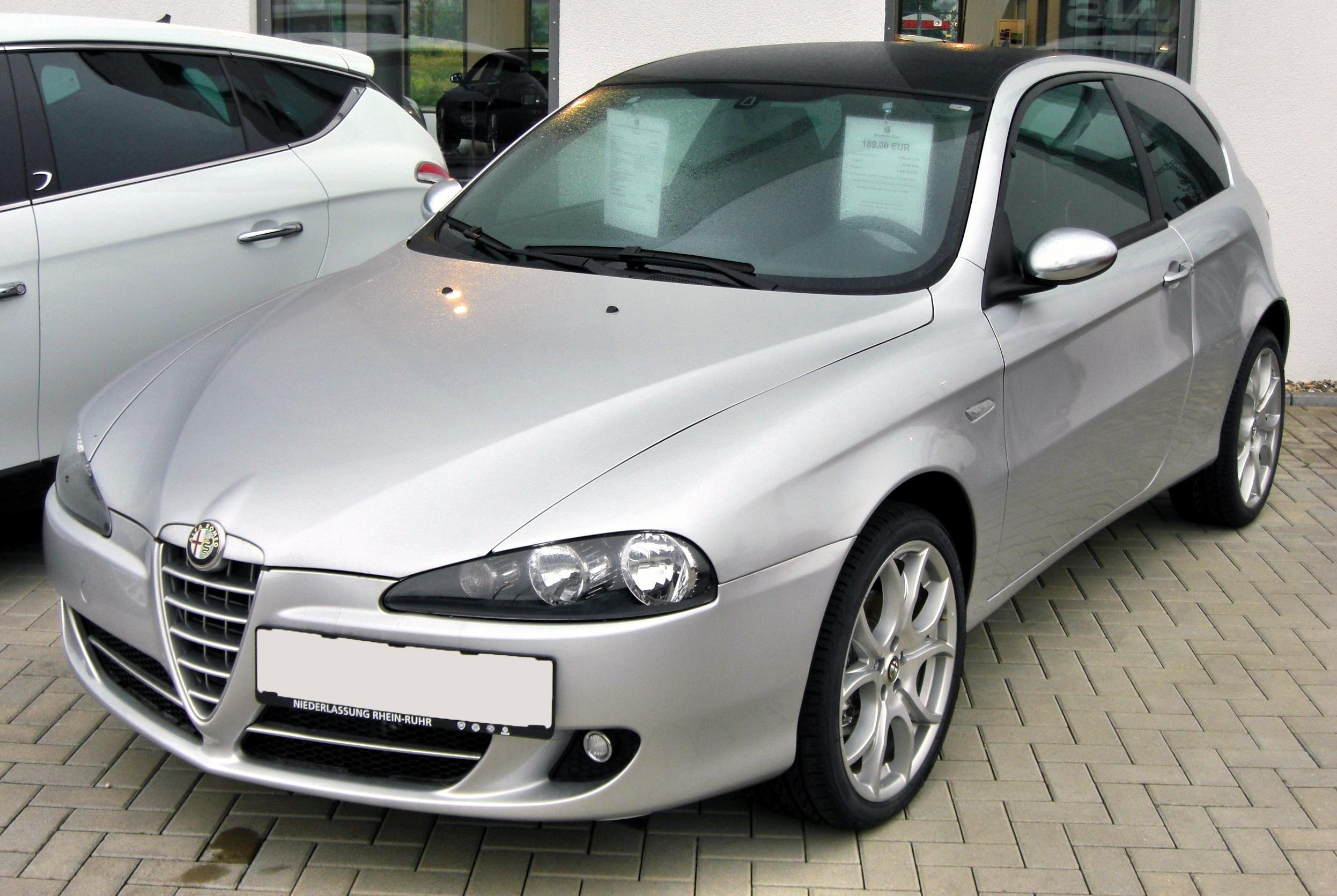
Alfa Romeo 147 II redissenyat
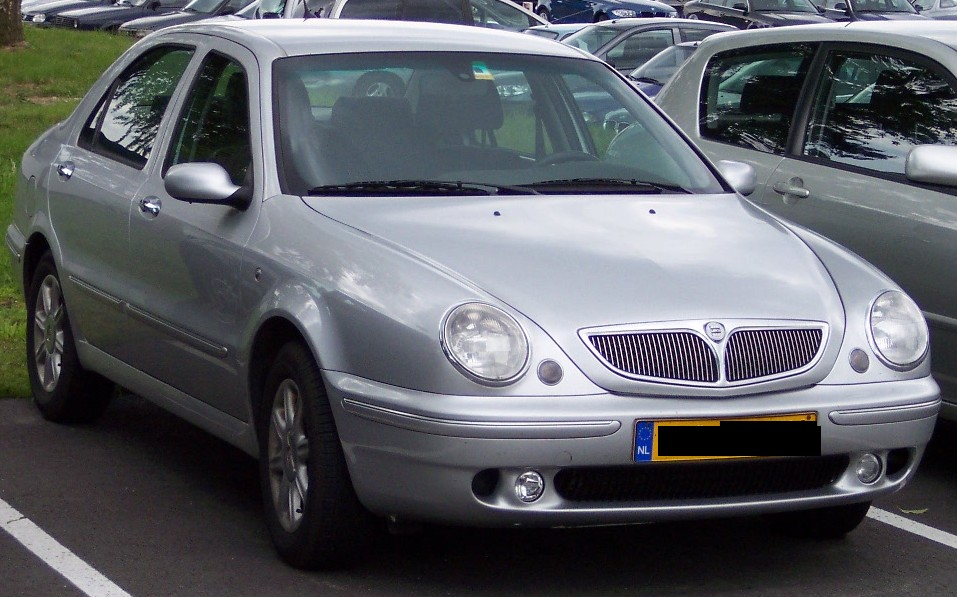
Lancia Lybra